# Deuterocohnia haumanii
Deuterocohnia haumanii är en gräsväxtart som beskrevs av Alberto Castellanos. Deuterocohnia haumanii ingår i släktet Deuterocohnia och familjen Bromeliaceae. Inga underarter finns listade i Catalogue of Life.

## Bildgalleri

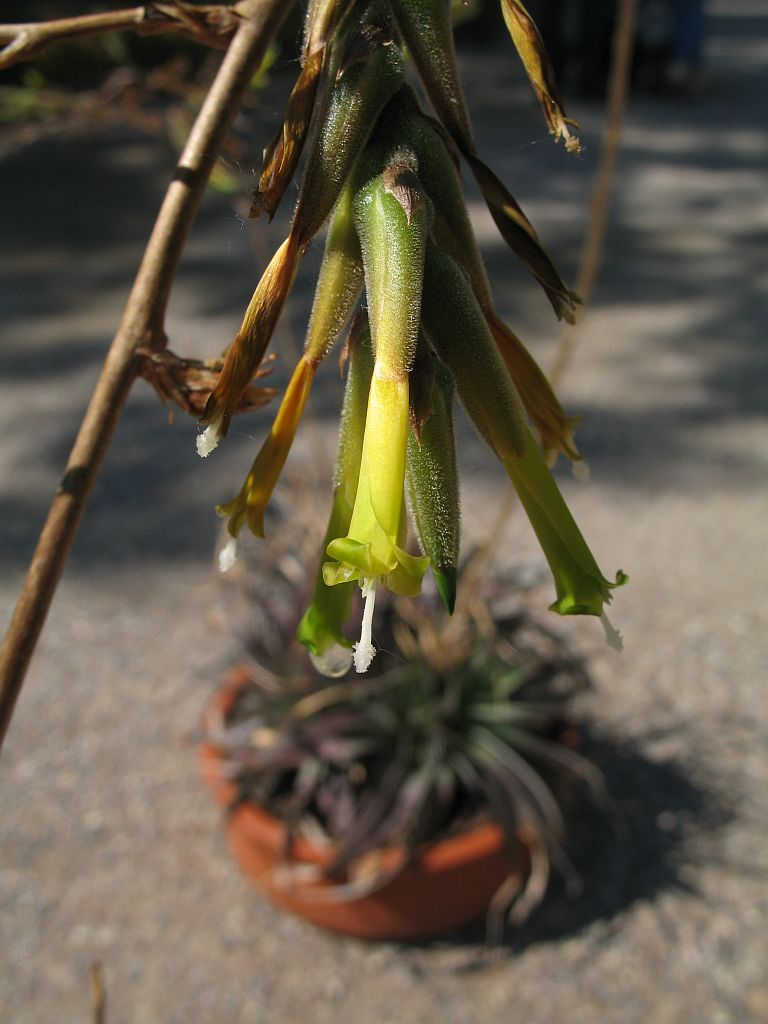
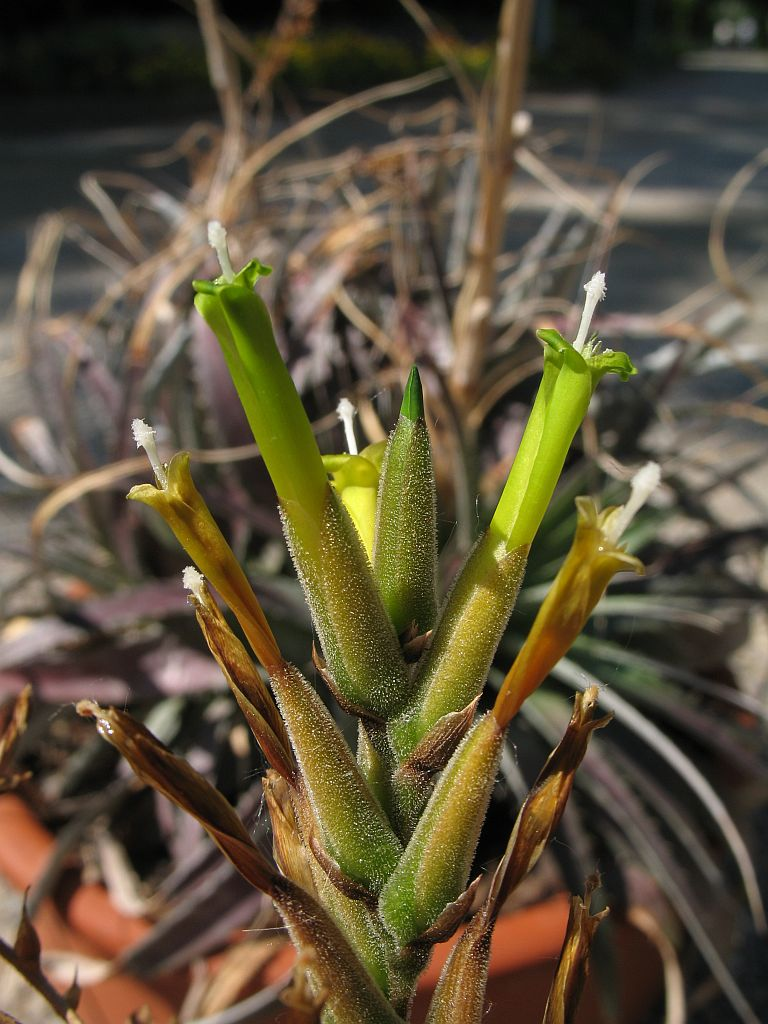